# Poroino, Silistra
Poroino (în bulgară Поройно, în română Caraiamurlar) este un sat în comuna Dulovo, regiunea Silistra, Dobrogea de Sud, Bulgaria. Între anii 1913-1940 a făcut parte din plasa Accadânlar a județului Durostor, România.    

## Demografie
Componența etnică a satului Poroino
     Turci (52,04%)
     Nicio identificare (6,85%)
     Romi (40,3%)
     Bulgari (0,8%)
La recensământul din 2011, populația satului Poroino era de 1.124 locuitori. Din punct de vedere etnic, majoritatea locuitorilor (52,04%) erau turci, cu o minoritate de romi (40,3%). Pentru 6,85% din locuitori nu este cunoscută apartenența etnică.

### Recensământul românesc din 1930
Componența etnică a comunei Caraiamurlar (județul Durostor)
     Români (2,75%)
     Bulgari (1,32%)
     Turci (92,95%)
     Romi (2,75%)
     Tătari (0,23%)
Componența confesională a comunei Caraiamurlar
     Ortodocși (4,08%)
     Musulmani (95,92%)
Conform recensământului efectuat în 1930, populația comunei Caraiamurlar se ridica la 908 locuitori. Majoritatea locuitorilor erau turci (92,95%), cu o minoritate de români (2,75%), una de bulgari (1,32%), una de romi (2,75%) și una de tătari (0,23%). Din punct de vedere confesional, majoritatea locuitorilor erau musulmani (95,92%), dar existau și ortodocși (4,08%).